# Back It Up
«Back It Up» es una canción del cantante y compositor estadounidense Prince Royce, que cuenta con la colaboración de la cantautora y actriz norteamericana Jennifer Lopez, así como del rapero estadounidense Pitbull. Fue lanzada el 4 de mayo de 2015 como el segundo sencillo del cuarto álbum de estudio de Royce, titulado Double Vision. El sencillo logró alcanzar el puesto número diez en la lista Hot Latin Songs de Estados Unidos y el puesto número noventa y dos en el Billboard Hot 100. La versión en español de la canción recibió una nominación al Premio Grammy Latino en la categoría de Mejor Canción Urbana.
Existen tres versiones disponibles de la canción, una en Spanglish y otra en español, ambas con apariciones en las listas de sencillos. La versión original en inglés únicamente cuenta con la participación de Pitbull.

## Antecedentes y promoción
La pista marca la octava colaboración entre López y Pitbull. Prince Royce interpretó la canción en vivo en American Idol, junto con Jennifer Lopez y Pitbull el 13 de mayo, y en Good Morning America el 27 de julio.

## Rendimiento comercial
La versión en español de «Back It Up» debutó en la lista de Hot Latin Songs de Estados Unidos, en el número 27 para la semana del 30 de mayo de 2015. Las ventas totales de la semana fueron de 23.000 descargas.

## Video musical
El video musical fue filmado en Miami y dirigido por Colin Tilley. Se lanzó el 9 de junio de 2015, la versión Spanglish (incluida la versión del álbum) se utilizó para el video musical.

## Posicionamiento en listas
| Listas (2015)                      | Mejor posición |
| ---------------------------------- | -------------- |
| Canadá (Canadian Hot 100)          | 56             |
| España (PROMUSICAE)                | 40             |
| Estados Unidos (Billboard Hot 100) | 92             |
| Estados Unidos (Hot Latin Sogs)    | 19             |
| Estados Unidos (Latin Pop Songs)   | 10             |
| Estados Unidos (Tropical Airplay)  | 7              |
| México Español Airplay (Billboard) | 34             |

## Certificaciones
| País (organismo certificador) | Certificación | Unidades certificadas |
| ----------------------------- | ------------- | --------------------- |
| Polonia (ZPAV)                | Oro           | 10 000                |